# Juxtolena omphalia
Juxtolena omphalia är en fjärilsart som beskrevs av Józef Razowski och Becker 1993. Juxtolena omphalia ingår i släktet Juxtolena, och familjen vecklare. Inga underarter finns listade i Catalogue of Life.